# Aqueduto da Gargantada
O Aqueduto da Gargantada é um aqueduto setecentista construido entre Carenque,  no município da Amadora, e o Palácio Nacional de Queluz, este na atual freguesia de Queluz e Belas, município de Sintra.
O Aqueduto da Gargantada foi construído entre 1790 e 1794 para o transporte por gravidade de água destinada ao abastecimento do Palácio Real de Queluz. 
Tem início no sítio da Gargantada na margem esquerda da ribeira de Carenque. Segue inicialmente num troço subterrâneo paralelo ao aqueduto das Águas Livres, a uma cota inferior a este, até próximo da ponte de Carenque, onde surge à superfície, com catorze arcos de volta perfeita à mesma altura, e um situado a um nível inferior, sob o qual corre a ribeira de Carenque. Este troço aéreo termina junto a um respirador. Continua depois o seu percurso subterrâneo até ao Palácio de Queluz.
O Aqueduto da Gargantada está classificado como Imóvel de Interesse Público desde 1978.